# Cassis Open Provence 2022
Il Cassis Open Provence 2022 è stato un torneo maschile tennis professionistico. È stata la 4ª edizione del torneo, facente parte della categoria Challenger 80 nell'ambito dell'ATP Challenger Tour 2022, con un montepremi di 45 730 €. Si è svolto dal 5 all'11 settembre 2022 sui campi in cemento dello Sporting Club des Gorguettes di Cassis, in Francia.

## Partecipanti

### Teste di serie
| Nazionalità | Giocatore          | Ranking* | Testa di serie |
| ----------- | ------------------ | -------- | -------------- |
| Francia     | Constant Lestienne | 78       | 1              |
| Australia   | James Duckworth    | 83       | 2              |
| Francia     | Hugo Grenier       | 119      | 3              |
| Rep. Ceca   | Tomáš Macháč       | 126      | 4              |
| Germania    | Jan-Lennard Struff | 135      | 5              |
| Regno Unito | Ryan Peniston      | 140      | 6              |
| Ungheria    | Zsombor Piros      | 158      | 7              |
| Giappone    | Kaichi Uchida      | 168      | 8              |

* Ranking al 29 agosto 2022.

### Altri partecipanti
I seguenti giocatori hanno ricevuto una wild card per il tabellone principale:
- Clément Chidekh
- Gabriel Debru
- Sascha Gueymard Wayenburg

I seguenti giocatori sono entrati in tabellone come alternate:
- Skander Mansouri
- Hiroki Moriya
- Clément Tabur

I seguenti giocatori sono passati dalle qualificazioni:
- Albano Olivetti
- Matteo Martineau
- Thomaz Bellucci
- Térence Atmane
- Kenny de Schepper
- Robin Bertrand

## Campioni

### Singolare
Hugo Grenier ha sconfitto in finale  James Duckworth con il punteggio di 7–5, 6–4.

### Doppio
Michael Geerts /  Joran Vliegen hanno sconfitto in finale  Romain Arneodo /  Albano Olivetti con il punteggio di 6–4, 7–6(6).